# Jesúpolis
Jesúpolis, amtlich portugiesisch Município de Jesúpolis, deutsch Jesusstadt, ist eine kleine politische Gemeinde im brasilianischen Bundesstaat Goiás mit Dorfcharakter. Die Einwohnerzahl war bei der Volkszählung 2010 2300 Einwohner, die Bevölkerung wurde zum 1. Juli 2018 auf 2474 Einwohner geschätzt, die auf einer Gemeindefläche von rund 122,5 km² leben und Jesupolinos genannt werden.

## Geographie
Sie liegt westlich der brasilianischen Hauptstadt Brasília und nordöstlich von Goiânia, der Hauptstadt des Bundesstaates.
Jesúpolis grenzt an die Gemeinden:
- im Westen und Norden an Jaraguá
- im Osten an São Francisco de Goiás
- im Süden an Petrolina de Goiás und Santa Rosa de Goiás

Erreichbar ist der Ort über die Landesstraße GO-529.

## Klima
Die Stadt hat tropisches Klima Aw nach der Klimaklassifikation nach Köppen und Geiger. Die Durchschnittstemperatur ist 24,0 °C. Die durchschnittliche Niederschlagsmenge liegt bei 1611 mm im Jahr.
|                   | Jan  | Feb  | Mär  | Apr  | Mai  | Jun  | Jul  | Aug  | Sep  | Okt  | Nov  | Dez  |   |      |
| Temperatur (°C)   | 24,2 | 24,6 | 24,2 | 23,6 | 22,1 | 22,0 | 23,7 | 25,3 | 25,3 | 24,5 | 24,0 | 24,0 | Ø | 24,0 |
| Niederschlag (mm) | 281  | 247  | 215  | 112  | 31   | 8    | 4    | 9    | 46   | 165  | 223  | 270  | Σ | 1611 |

## Geschichte
Nach einer Volksabstimmung am 9. Dezember 1990 über eine gewünschte Selbständigkeit, wurde durch das staatliche Gesetz Lei Estadual no. 11.401 vom 16. Januar 1991 die Gründung beschlossen. Nach den erforderlichen Wahlen am 3. Oktober 1992 für das Bürgermeisteramt und die zukünftigen Stadträte, konnte sich die Bevölkerung zum 1. Januar 1993 emanzipieren. Erster Stadtpräfekt wurde Irajá Filipe de Araújo.

## Stadtverwaltung
Bei der Kommunalwahl in Brasilien 2016 wurde Wygnerley Justino de Morais des Partido Humanista da Solidariedade (PHS) für die Amtszeit von 2017 bis 2020 zum Stadtpräfekten gewählt. Die Legislative liegt bei einem siebenköpfigen Stadtrat.